# Жорж Сименон
Жорж Жозеф Кристиан Сименон (на френски: Georges Joseph Christian Simenon) е белгийски писател, пишещ на френски, автор главно на криминални романи.
Сименон е бил способен да пише от 60 до 80 страници на ден и за няколко години в хотелската си стая написва 450 разкази и новели. Така става един от най-плодовитите писатели на XX век. Той е най-известен със 75-те романа и 28-те разказа, в които участва инспектор Мегре. Първият роман, в който участва този герой, е „Пьотр Латвиеца“ (1931), а последният от тази дълга поредица е „Мегре и г-н Шарл“, издаден през 1972 г.

## Биография

### Произход и младежки години
Жорж Сименон е роден на 13 февруари 1903 г., петък, в Лиеж. Според самия него, майка му Анриет е суеверна и решава да промени датата на 12 февруари. Баща му Дезире Сименон е счетоводител в застрахователна компания. Семейството произлиза от Лимбург. През 1906 г. се ражда Кристиан, по-малкият брат на Жорж Сименон. Жорж го смята за любимец на майка им и му завижда за това. През 1911 г. семейството се премества в по-голяма къща, в която приема наематели – главно чираци и студенти от различни страни.
Жорж Сименон се научава да чете на три години. Между 1908 и 1914 г. учи в Института „Сен Андре“. През септември 1914 г., малко след започването на Първата световна война, постъпва в йезуитското средно училище Колеж „Сен Луи“. През юни 1918 г. той напуска колежа без дори да положи годишните изпити, използвайки като претекст сърдечното заболяване на баща си. През следващите месеци работи за кратко на различни случайни места.
На 15 години постъпва като репортер в „Газет дьо Лиеж“, където в продължение на няколко години води рубриката за убитите по улиците кучета и това се оказва незаменима школа. Публикува първия си роман (така поне се смята) на 18 години.

### В Париж
Пристига в Париж без нито едно су в джоба си през 1922 г., храни се с кафе със сметана и кроасани и пише първите си разкази в стаята на един зловещ хотел в предградието Батиньол. Колет, литературен съветник на всекидневника „Матен“, попада на един от тези разкази и иска среща с автора. На тази среща тя му казва: „Изхвърлете литературата от разказите си и всичко ще тръгне.“ И става точно така.
Сименон става секретар на една аристократка, собственица на списание в Ньовер, след което се заема с писането на полулюбовни-полуморализаторски романи. Единствения му архив и източник на вдъхновение е илюстрираният „Ларус“. Използва много псевдоними за книгите си, които издателите публикуват, без да прочетат. Тази производителност му донася материално обезпечение и той се жени за приятелката от детството си Тижи. По време на пътуване в Нидерландия го осенява идеята да напише един полулитературен роман – отдава се на криминалния жанр.
Този първи, истински роман на Сименон – 120-ият или 150-ият според него, излиза през 1928 година: „Пьотр Латвиеца“. Целият Сименон се намира в тази книга — стилът, чувството за елипса, формулата. В тази книга се появява неговият популярен герой Мегре. За името на инспектора Сименон дава няколко версии. Една от тях е, че е заимствал името от съседа си.

### Успех и пътешествия
През 1930 г. той тръгва на север и заедно с Тижи изследва полярния свят. В почивките пише. През 1931 г. издателство „Фаяр“ публикува петия Мегре. Машината е завъртяна, киното започва да се интересува от романите му. Жан Тарид екранизира „Жълтото куче“, Жан Реноар закупува правата на „Нощта на кръстопътя“, Хари Бор пресъздава ролята на вече известния Мегре. По молба на Йожен Мерл, директор на списание „Пари матен“, Сименон се съгласява да напише пред очите на читателите роман за един ден и една нощ, поставен в стъклена клетка. Страниците се показват на наблюдателите в процеса на писането.
За да си почине от романите за Мегре, които издателство „Фаяр“ неуморно изисква, Сименон пише романи без Мегре. И пътува. С жена си прави обиколка на европейските столици. Пише поредица статии за „Жур“. Когато се завръща в Париж, в куфара си има три или четири завършени романа. Но и това не е достатъчно за „Фаяр“. Сименон е недоволен и подписва договор с „Галимар“ – друго издателство, което се задоволява с един минимум от шест книги на година. За писателя това си е почти почивка.
Междувременно той вече е на кораб в Средиземно море. През 1935 г. заминава за Ню Йорк и този път решава да обиколи света: Южна Америка, Галапагос, Таити, Австралия и Индия. Синът му Марк се ражда през 1939 г.

### 40-те години
По време на окупацията един лекар диагностицира тежко сърдечно заболяване и му дава не повече от две години живот. Той написва „Родословие“, което с право може да се нарече първата версия на неговите „Мемоари“. След войната заминава за САЩ с Тижи и Марк.

### Втори брак и връщане във Франция
През 1950 г. в Тексас се развежда с жена си и на следващия ден се оженва за Дениз и се настанява в Аризона. Романите му вече се издават от приятеля му Свен Нилсен, който скоро е основал издателството „Прес дьо ла Сите“. През 1952 г. той се завръща във Франция, където го посрещат триумфално. На следващата година се ражда дъщеря му Мари-Жо. (Тя се самоубива през 1978 г.)
През 1955 г. Сименон окончателно напуска Америка и се установява на Лазурния бряг, където написва романа „В случай на нещастие“. Но по финансови причини, свързани с плащането на данъците, скоро заминава да живее в Швейцария.

### 60-те години
През 1960 г. той е председател на журито на фестивала в Кан и налага (заедно с Хенри Милър) „Сладък живот“. През 1961 г. Тереза (жената, която живее с него) постъпва на работа в семейството. Малко след това той написва „Когато бях стар“, друга автобиография, която е предвестник на „Интимни мемоари“. Преследван от страха от атомна война, Сименон построява в огромната си къща в Епаланж противоатомно укритие, което обзавежда с операционна зала. Малко след това в холандския град Делфзийл, където е написал първия си роман за Мегре, е издигната статуя на героя. Сименон присъства на тържеството, заобиколен от своите издатели и от шестимата актьори, изпълнявали ролята на инспектора.
През 1967 г. издателят Ренконтр от Лозана обявява публикуването на пълното му творчество — близо 80 тома. Това е годината, в която Сименон написва Котката, която ще дари Жан Габен с една от най-хубавите роли в живота му. След това ще се появят „Интимните мемоари“.
Няколко пъти в живота си Сименон взима решение са престане да пише. Когато успява да направи това, започва да диктува.
Може ли да се нарече Балзак? Първият, който дръзва да направи това сравнение, е Андре Жид. Много негови почитатели са убедени в това. Самият Сименон не вярва в това сравнение. „С автора на „Човешка комедия“ нямам нито една обща точка, освен плодовитостта.“

### Последни години
Докато живее през последните години от живота си в Лозана, заобиколен от цял взвод секретарки и медицинската сестра Тереза, която е и негова приятелка („най-красивата любов на живота ми“, казва гордо Сименон), вече дори не прилича на сянката си; той е сянка на една сянка.
„Никога не съм се интересувал от себе си – продиктувал веднъж Сименон, – но истината е, че никога не съм се интересувал от нещо друго. Дори в присъствието на жените, които съм „познавал“ (той твърди, че броят им надхвърля 10 000, от които 8000 проститутки), съм си задавал един-единствен въпрос: „Кой съм аз?“
Жорж Сименон умира в съня си на 4 септември 1989 г. в Лозана. Пет години преди това е претърпял успешна операция на тумор в мозъка.

## Избрана библиография

### Серия „Мегре“
- Pietr-le-Letton (1931)
- Le Charretier de la Providence (1931)
- Monsieur Gallet, décédé (1931)
- Le Pendu de Saint-Pholien (1931)
- La Tête d'un homme (1931)
- Le Chien jaune (1931)
Жълтото куче, изд. „Народна култура, София (1965); изд. „Труд“, София  (2012), прев. Константин Константинов
Жълтото куче, в: Жълтото куче. Мегре, изд. „Хр. Г. Данов“, Пловдив (1983), прев. Борис Миндов
- La Nuit du carrefour (1931)
Нощта на кръстопътя, в: Нощта на кръстопътя. Мегре пътува. Търпението на Мегре, изд. „Народна младеж“, София (1988); в: Нощта на кръстопътя. Мегре пътува. Търпението на Мегре, изд. „Народна младеж“, София (1988), прев. Майя Калудиева
- Un crime en Hollande (1931)
- Au rendez-vous des Terre-Neuvas (1931)
- La Danseuse du Gai-Moulin (1931)
- La Guinguette à deux sous (1931)
- Le Port des brumes (1932)
- L'Ombre chinoise (1932)
Мегре и сянката върху пердето, изд. „Труд“, София (2006, 2008), прев. Евгения Грекова
- L'Affaire Saint-Fiacre (1932)
- Chez les Flamands (1932)
- Le Fou de Bergerac (1932)
Лудият от Бержерак, изд. „Хр. Г. Данов“, Пловдив (1989), прев. Иван Касабов
- Liberty Bar (1932)
- L'Écluse numéro 1 (1933)
- Maigret (1934)
Мегре, в: Жълтото куче. Мегре, изд. „Хр. Г. Данов“, Пловдив (1983), прев. Борис Миндов
- Les Nouvelles Enquêtes de Maigret (1944), сборник със 17 разказа
- Menaces de mort  (1942)
- Maigret revient… (1942), съдържа три романа:
  - Les Caves du Majestic (1939)
Подземията на хотел „Мажестик“, изд. „Народна култура“, София (1969), прев. Спартак Хаджиев
Подземията на хотел „Мажестик“, изд. „Ера“, София (2019), прев. Велимира Костова-Върлакова
  - La Maison du juge (1940)
  - Cécile est morte (1940)
- Signé Picpus (1944), съдържа три романа:
  - Signé Picpus (1941])
Ясновидката ще умре в пет, изд. „Абагар“, София (1998), прев. Петър Оббов
  - Félicie est là (1942)
  - L'Inspecteur Cadavre] (1943)
- La Pipe de Maigret (1947), разказ
- Maigret se fâche (1947)
- Maigret à New York (1947)
- Maigret et l'Inspecteur malgracieux (1947), сборник с 4 разказа:
- Les Vacances de Maigret (1948)
- Maigret et son mort (1948)
- La Première Enquête de Maigret, 1913 (1949)
Първото разследване на Мегре, изд. „Абагар“, София (1998), прев. Петър Оббов
- Mon ami Maigret (1949)
Моят приятел Мегре, изд. „Абагар“, София (1998), прев.
- Maigret chez le coroner (1949)
- Maigret et la Vieille Dame (1950)
- L'Amie de madame Maigret (1950)
Мегре и детегледачката, изд. „Труд“, София (2007, 2008), прев. Евгения Грекова
- Maigret et les Petits Cochons sans queue (1950), сборник с разкази, от които – 2 с Мегре.
Мегре и прасенцата без опашки, изд. „Труд“, София (2007), прев. Евгения Грекова
- Les Mémoires de Maigret (1951)
- Un Noël de Maigret, recueil de nouvelles, dont la nouvelle éponyme avec Maigret (1950)
Коледата на Мегре, изд. „Ера“, София (2018), прев. Гриша Атанасов
- Maigret au « Picratt's' (1951)
Мегре и нощните удоволствия, изд. „Ера“, София (2019), прев. Гриша Атанасов
- Maigret en meublé (1951)
Мегре в пансиона, изд. „Абагар“, София (1999), прев. Златко Стайков
- Maigret et la Grande Perche (1951)
Мегре и трупът в кабинета, изд. „Труд“, София (2006, 2011), прев. Евгения Грекова
- Maigret, Lognon et les Gangsters (1952)
- Le Revolver de Maigret (1952)
- Maigret et l'Homme du banc (1953)
Мегре и човекът на пейката, изд. „Георги Бакалов“, Варна (1980), прев. Райна Стефанова
- Maigret a peur (1953)
- Maigret se trompe (1953)
- Maigret à l'école (1954)
- Maigret et la Jeune Morte (1954)
Мегре и мъртвото момиче, изд. „Труд“, София (2012), прев.   Александър Ганов
- Maigret chez le ministre (1954)
Мегре при министъра, изд. „Труд“, София (2006, 2008), прев. Евгения Грекова
- Maigret et le Corps sans tête (1955)
Мегре и обеглавеният труп, изд. „Абагар“, София (1998), прев. Петър Оббов
- Maigret tend un piège (1955)
Клопката на Мегре, изд. „Клуб 90“, София (1991), прев. Евгения Грекова
- Un échec de Maigret (1956)
- Maigret s'amuse (1957)
- Maigret voyage (1957)
Мегре пътува, в: Нощта на кръстопътя. Мегре пътува. Търпението на Мегре, изд. „Народна младеж“, София (1988), прев. Динчо Динчев
- Les Scrupules de Maigret (1958)
- Maigret et les Témoins récalcitrants (1959)
- Une confidence de Maigret (1959)
- Maigret aux assises] (1960)
- Maigret et les Vieillards (1960)
- Maigret et le Voleur paresseux (1961)
- Maigret et les Braves Gens (1962)
Мегре и добрите хора, изд. „бряг принт“, Варна (1992), прев. Станислав Николаев
- Maigret et le Client du samedi (1962)
- Maigret et le Clochard (1963)
- La Colère de Maigret (1963)
- Maigret et le Fantôme (1964)
- Maigret se défend (1964)
Мегре се брани, изд. „Абагар“, София (1998), прев. Петър Оббов
- La Patience de Maigret (1965)
Търпението на Мегре, изд. „Народна младеж“, София (1967); КФ „Тандем — ТМ“ ,1991, прев. Стилиян Деянов
- Maigret et l'Affaire Nahour (1966)
Мегре и делото Нахур, изд. „Андина“, Варна (1991), прев. Александър Ганов
- Le Voleur de Maigret (1967)
Човекът, който ограби Мегре, изд. „Абагар“, София (1998), прев. Петър Оббов
- Maigret à Vichy (1968)
- Maigret hésite (1968)
- L'Ami d'enfance de Maigret (1968)
- Maigret et le Tueur (1969)
- Maigret et le Marchand de vin (1970)
- La Folle de Maigret (1970)
- Maigret et l'Homme tout seul (1971)
- Maigret et l'Indicateur (1971)
Мегре и доносникът, изд. „КЛУБ’90“, София (1990), прев. Евгения Грекова
- Maigret et Monsieur Charles (1972)

### Други
- Сестринска обич, изд. „Гладстон“, София (1939), прев. Мара Юрукова-Дамова (Les demoiselles de Concarneau)
- Негърски квартал: Повест, изд. „Народна култура“, София ()1963, прев. Георги Христов
- Жената на пилота : Разкази, изд. „Профиздат“, София (1967), прев. Цветан П. Цветанов
- Президентът, изд. „ОФ“, София (1971), прев. Никола Колев (Le president)
- Затворът, изд. „Хр. г. Данов“, Пловдив (1972, 1982, 1986), прев. Георги Куфов (La prison)
- Непознати вкъщи, изд. „Отечество“ (1978, 1980), прев. Любен Велчев (Les inconnus dans la maison–
- Ден и нощ: Из "Съкровени мемоари" и "Диктувания" : [Спомени и изповеди], изд. „Народна култура“, София (1984), прев. Лилия Сталева (Au-dela de ma porte-fenetre ; Quand vient le froid ; Les libertes qu'il nous reste ; Memoires intimes ; Jour et nuit ; Destiness)
- Истината за Беба Донж ; Леля Жана, изд. „Народна младеж“, София (1986), прев. Юлия Минкова, Нина Герганова (La verite sur Bebe Donge ; Tante Jeanne)
- „Отвореният прозорец“, в Заплетена следа, изд. „Отечество“, София (1986)
- Романи (Къщата при канала ; Годежът на господин Ир ; Негърът ; Бети), изд „Профиздат“, София (1987), прев. Добринка Нейкова, Костанца Каназирска-Ангелова, Ралица Митева, Весела Лачева
- Лудият от Бержерак; Мъжът от Лондон, изд. „Хр. Г. Данов“, Пловдив (1989), прев. Иван Касабов (Le fou de Bergerac ; L' homme de Londres)
- Пристанище на мъглите ; Президентът, изд. „Партиздат“, софия (1990), прев. Албена Шарбанова, Никола Колев (Le port des brumes ; Le president )
- Годежът на господин Ир, изд „Роял-77“, Варна (1991), прев. Костанца Каназирска-Ангелова (Les fiancailles de M. Hire)
- „Хангарът“, в Смъртоносен шемет, ИК „Елена“, Пловдив, София (1992)
- Котаракът, изд. „Унискорп“, София (2011), прев. Жени Кръстева (Le Chat)
- Къщата край канала, изд. „Унискорп“, София (2011), прев. Адриана Андреева ( La Maison du canal)
- Синята стая, изд. „Унискорп“, София (2011), прев. Адриана Андреева (La Chambre bleue)
- Три стаи в Манхатън, изд. „Унискорп“, София (2011), прев. Адриана Андреева (Trois chambres à Manhattan )